# Bulbine foleyi
Bulbine foleyi är en grästrädsväxtart som beskrevs av Edwin Percy Phillips. Bulbine foleyi ingår i släktet bulbiner, och familjen grästrädsväxter. Inga underarter finns listade i Catalogue of Life.